# 川喜田四郎兵衛
川喜田 四郎兵衛（かわきた しろうべえ、嘉永7年1月12日〈1854年2月9日〉 - 1919年〈大正8年〉7月31日）は、明治から大正時代にかけて三重県津市を拠点に活動した日本の実業家・政治家である。「四郎兵衛」は当主が代々襲名した名跡であり、諱は政孝という。
家業として酒類・米穀・肥料などを扱う問屋を営みつつ地元財界に進出し、津商業会議所（現・津商工会議所）会頭と百五銀行頭取を約25年にわたり兼任。政界では1889年（明治22年）の市制施行以来30年にわたり津市会議員を務め、その間副議長・議長を歴任した。女婿に百五銀行頭取の職を継いだ川喜田久太夫（諱は政令、号は半泥子）がいる。

## 経歴
嘉永7年1月12日（＝安政元年、新暦：1854年2月9日）、先代川喜田四郎兵衛（隠居号「岫斎」）の長男として生まれた。生家は津の豪商川喜田久太夫家の分家にあたり、津の築地町（現・東丸之内）に居を構えて酒問屋を家業とした。母は宗家・久太夫遠里（13代・1796-1851年）の末娘。幼名を左一郎といった。
長じてからは大坂へ出て安土町にあった宗家の支店で商業を実習する。大坂では藤沢南岳の下でも学んだ。津へと戻ると、明治4年11月（1871年）、津県庁から築地・極楽・新魚3町の名主役を命ぜられ、その後副戸長となる。1874年（明治7年）、父の隠居に伴い家を継ぎ四郎兵衛を襲名（諱は政孝とする）、酒類・米穀・肥料などの問屋を営んだ。1879年（明治12年）7月、宗家15代目の久太夫正豊が死去し、正豊の長男善太郎が宗家を継いだが、まだ幼年（前年11月生）であるため四郎兵衛が後見人となり、宗家の家政を監督する立場となった。
実業界では、1887年（明治20年）第百五国立銀行の副頭取に選ばれた。この第百五国立銀行は旧津藩の士族が発起人となり金禄公債を原資として1878年（明治11年）に設立した国立銀行である。同行では1894年（明治27年）1月9日、島川左平太の後任として頭取に昇格する。1897年（明治30年）7月、国立銀行としての営業満期を迎えたため第百五国立銀行は普通銀行の株式会社百五銀行へと転換される。以後百五銀行は堅実経営路線を採りつつ事業を拡大していく。金融界ではその他、1896年（明治29年）三重県より農工銀行設立委員に任ぜられ、翌年12月株式会社三重県農工銀行が発足すると監査役に就いた（初代頭取天春文衛）。
銀行経営の傍ら、1893年（明治26年）に商工業者でつくる津商業会議所（現・津商工会議所）の発足にあわせて初代会頭に推される。電気事業にも参加し、1896年5月津電灯が発足すると取締役に加わった。初代社長は内多正雄であるが後に四郎兵衛が社長に就いている。同じく1896年、津市内に製糸会社関西製糸が設立されるとこちらでは初代社長に就任した。また1898年（明治31年）より四日市の紡績会社三重紡績（会長九鬼紋七）で監査役を務めている。
市政にも参画した。四郎兵衛は1881年（明治14年）から津連合町会議員に挙げられていたが、1889年（明治22年）に津市の市制施行で津市会が設置されると市会議員に当選した。市会議員には1892年（明治25年）の半数改選で再選された後、1898年、1904年（明治37年）、1907年（明治40年）、1913年（大正2年）、1917年（大正6年）の選挙でそれぞれ再選される。市会では1894年（明治24年）1月から16年11か月にわたり副議長（第3代）を務め、さらに市長に転出した内多正雄にかわって1907年11月議長（第2代）に昇格、以後1919年（大正8年）7月まで11年9か月にわたって在職した。
1918年の『人事興信録』には津商業会議所会頭・百五銀行頭取のほか津電灯社長、関西製糸取締役、東洋紡績（三重紡績の後身、現・東洋紡）監査役に在職中とある。翌1919年7月31日、病気療養中のところ死去した。65歳没。市政・実業界に対する多年の功労を追頌すべく津市による市葬が行われている。墓は津市内の彰見寺にある。

## 家族・親族
川喜田家（古くは「川北」と書いた）は津の旧家で、江戸時代初期の4代目より宗家当主は「久太夫」を名乗る。木綿商を営み、江戸の大伝馬町に店（いわゆる「江戸店」）を構えた。四郎兵衛家は宗家（久太夫家）の分家で、宗家と異なり津で酒問屋を営んだ。
四郎兵衛（政孝）の妻・こと（1861年生）は士族広田則明の長女。長男・諄一郎（1881年10月生）は1919年に家を継ぎ四郎兵衛を襲名した。諄一郎は相続後、築地川喜田商店社長として米穀・肥料商を営みつつ百五銀行取締役などを務めた。孫にあたる誠一（諄一郎長男・1910年10月生）は諄一郎の死後、築地川喜田商店社長となり事業を継いだが襲名はしていない。
次男・憲二郎（1884年3月生）は絶家雲井家を再興する形で雲井姓を名乗る。早稲田大学を経てコロンビア大学大学院へ進み、文学修士 (Master of Arts) の学位を取得。帰国後は銀行家となり第百銀行を経て百五銀行に入社、1945年2月には百五銀行第7代頭取に就任した。三男・箴三郎（1890年9月生）は廃家森本家を再興する形で森本姓を称する。四男・詮四郎（1898年12月生）は母の実家広田家の養子となり、三重共同貯蓄銀行支配人・常務を経て百五銀行常務を務めた。
長女・ゐか（1886年7月生）は川喜田久太夫に嫁いだ。四郎兵衛の女婿にあたるこの久太夫は宗家16代目で、幼名は善太郎、諱は政令、号は半泥子。久太夫は四郎兵衛の死後、百五銀行の第6代頭取に就いている。